# 格列高中
格列高中（英语：Glebe（IPA [gli:b]） Collegiate Institue，简称 GCI），为加拿大安大略省渥太华市一所公立高中，隶属渥太华与卡尔顿校区教育局，也是该校网最大的一所学校。学校吉祥物为狮鹫且体育竞赛成绩列加拿大高中前茅，其知名的体育项目有冰球、越野跑、高山滑雪、田径、网球、足球、排球、皮划艇等。
格列高中曾受评选为加拿大最佳高中，为渥太华与卡尔顿校区教育局开设 ESL 课程并招收国际生的7家学校之一，也开设法语第二语言课程。
该校学生学业成绩优秀，Fraser Institute 報告2013-2014學年該校排名為749間高中的前104名。城中最好的音乐课程之一于此开设，Offbeat 打击乐队5次取得金牌。机器人校队参加了美国举办的首届机器人国际竞赛。此外，格列高中为国家冰球队输送 Syd Howe 等主力队员，加拿大歌手 Alanis Morissette 等也出自该校。

## 历史
格列高中为渥太华高中扩展的结果。1919年通过的青少年学校出席法令将义务教育对象扩大至16岁青年，涉及大量加拿大的初高中。此时渥太华高中加快发展建设（现今的Lisgar 高中为其组成），决定在城郊兴建新校区。渥太华高中格列分校兴建缓慢，至1923年完成所有工程。
2012年该校有1700名学生和150名教师。

## 教学设施
格列高中为旧式建筑物，拥有地下泳池，会堂有包厢式席位、屋顶有植物温室。学校全面覆盖 Wi-Fi，可连接互联网。

## 社区

### 公共交通
GLEBE / BRONSON 站台，公共汽车4号线路南往北方向。
GLEBE / BRONSON 站台，公共汽车6号线路西往东方向。
BRONSON / FIRST 站台，公共汽车4号线路北往南方向。